# Diplazium panamense
Diplazium panamense är en majbräkenväxtart som beskrevs av Charles Dennis Adams.
Diplazium panamense ingår i släktet Diplazium och familjen Athyriaceae. Inga underarter finns listade i Catalogue of Life.